# Toblaško polje
Toblaško polje (nemško Toblacher Feld) (italijansko Conca di Dobbiaco) je razširjena dolina na 1210 m nadmorske višine približno sredi vzhodno-zahodne Pustriške doline na Južnem Tirolskem (Italija). Zato, ker – čeprav se nahaja v dnu doline – hidrogeografsko tvori razvodje med rečnim sistemom Adiže, ki se izliva v Jadransko morje, in Donave, ki se izliva v Črno morje, je območje znano tudi kot Toblaško sedlo (nemško Toblacher Sattel, italijansko Sella di Dobbiaco).
V pobočjih nekoliko vzhodno od površinske razvodnice – na obmejnem območju med občinama Toblach in Innichen – se tradicionalno nahaja izvir reke Drave, ki od tu teče proti vzhodu in se izliva v Donavo. Pri Toblaškem polju sta vhoda v dve stranski dolini: na severu leži Silvesterska dolina, ki jo vodno odvaja Silvesterski potok, ki se izliva v Rienz; Rienz pa doseže Toblaško polje z juga skozi Hohlensteintal in tu zavije proti zahodu, kjer se na območju Briksna končno izlije v Eisack, pritok Etscha. Na vhodu v Silvestersko dolino je krajevno jedro občine Toblach, na vhodu v Hohlensteintal je veliko mlajši Neu-Toblach.
Toblaško polje je že od nekdaj prometno križišče, saj se tu poleg transportnih poti v smeri vzhod-zahod odcepi pot proti jugu v Dolomite. Visoki križ je bil omenjen kot mejnik na starem prehodu leta 1307. Skozi stoletja je bil večkrat uničen in nazadnje obnovljen leta 1987 v bližini letališča Toblach. Sodobne prometne žile v smeri vzhod-zahod so danes SS 49, Pustriška železnica, ki ima vstopno točko na železniški postaji Toblach, in kolesarski poti 3 “Pustriška dolina”. SS 51 vodi od tu proti jugu in kolesarska pot 11 »Höhlensteintal« (dolomitska železnica je bila zaprta v šestdesetih letih prejšnjega stoletja).
Zgodovinsko gledano je bilo Toblaško polje v svoji zgodovini trikrat izpostavljeno. V letih okoli 600 je napredovanje Slovanov v Pustriško dolino na tem območju zaustavil bavarski vojvoda Tassilo I. Sledovi slovanske poselitve, na primer v imenih polj, tradicionalnih imenih lastnikov in arhitekturnih značilnostih, najdejo svoje najzahodnejše območje razširjenosti na Tirolskem na območju Toblacha. Zaradi Schönbrunnskega miru iz leta 1809 in Bolzanskega protokola iz leta 1810, ki je urejal nadaljnje podrobnosti, je območje razvodja pridobilo politični pomen, saj je bila nova meja med Ilirskimi provincami in Kraljevino Bavarsko potegnjena med Toblachom in Niederdorfom na zahodu. Leta 1814 se je celotna Pustriška dolina vrnila Avstrijskemu cesarstvu. Po prvi svetovni vojni je bilo Toblaško polje prvotno mišljeno kot meja z Avstrijo kot del prizadevanj, ki jih je spodbujal zlasti Ettore Tolomei, za razširitev italijanskega ozemlja do razvodij. Italijanska vojska je območje zasedla, domnevno iz vojaško-strateških razlogov – s poznejšimi protesti Tolomeja - tudi območja vzhodno od sedla do ozkega grla med Winnebachom in Sillianom približno deset kilometrov naprej, kjer je bila državna meja dejansko določena v Senžermenski mirovni pogodbi leta 1919.